# Wojewódzki Szpital Zespolony – Szpital Specjalistyczny dla Dzieci i Dorosłych w Toruniu

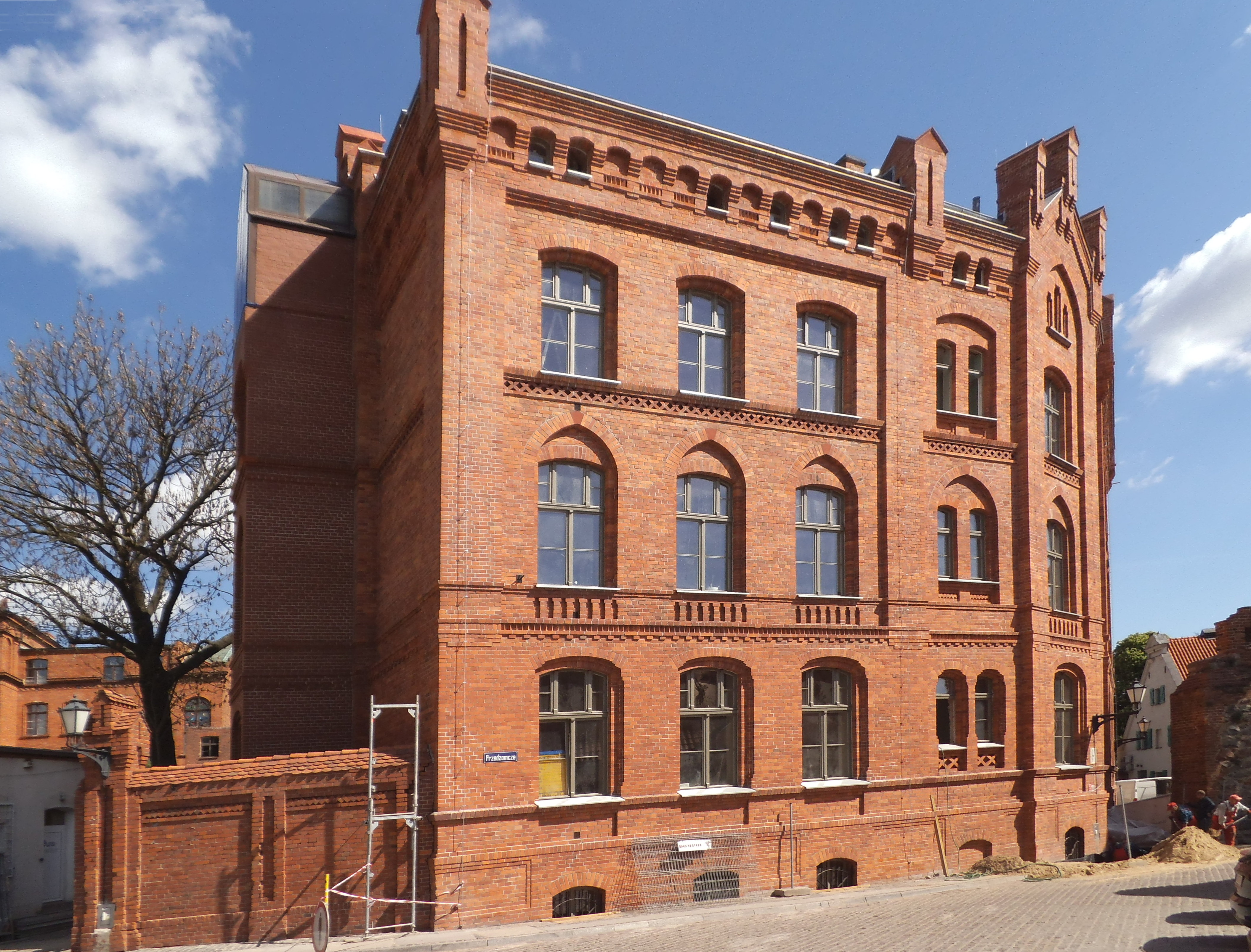
W tym budynku w latach 1948–1956 mieścił się Oddział Dziecięcy, obecnie Regionalny Inkubator Przedsiębiorczości

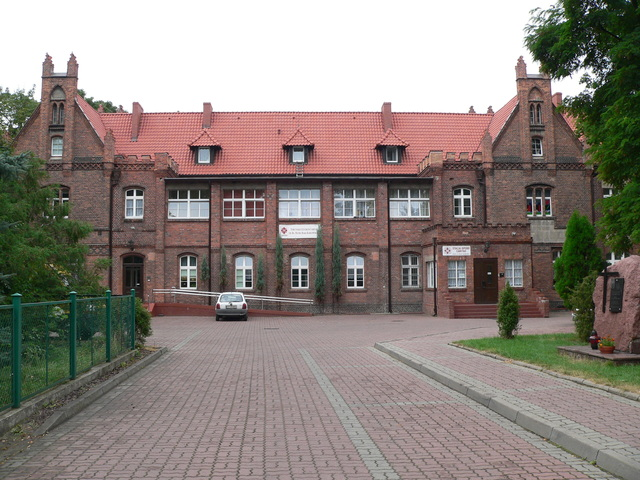
Budynek Szpitala Miejskiego Dziecięcego w latach 1956–1988, obecnie Toruńskie Centrum Caritas

Wojewódzki Szpital Zespolony – Szpital Specjalistyczny dla Dzieci i Dorosłych w Toruniu – publiczny szpital specjalistyczny, jeden z dwóch szpitali o takim profilu leczenia w województwie kujawsko-pomorskim, którego organem prowadzącym jest samorząd województwa, przyjmuje rocznie 10 tysięcy pacjentów.
W budynku tego szpitala funkcjonuje Regionalne Centrum Stomatologii. Pełni ono nie tylko funkcję lecznicze, lecz także dydaktyczno-naukowe.
Szpital Specjalistyczny dla Dzieci i Dorosłych wraz z przychodniami mieści się przy ul. Konstytucji 3 Maja 42

## Historia
Powstanie Szpitala Dziecięcego w Toruniu związane jest ściśle z osobą doktor Janiny Zofii Pietrasiewicz, która zorganizowała w 1946 roku pierwszy w powojennym Toruniu oddział dziecięcy w Szpitalu Miejskim im. M. Kopernika. Początkowo mieścił się on w baraku szpitalnym przy ulicy Batorego 17, a na początku roku 1948 przeniesiony został na ulicę Przedzamcze 10. Jednak z czasem warunki lokalowe przestały odpowiadać wymaganiom stawianym liczącemu 80 łóżek oddziałowi. W roku 1956 dr Pietrasiewicz doprowadziła do decyzji przyznania oddziałowi dziecięcemu powstałego w 1886 roku budynku po byłym „Domu Matki i Dziecka” przy ulicy Szosa Bydgoska 1. 9 września 1958 roku nastąpiło przeniesienie oddziału do wyremontowanego i zaadaptowanego lokalu, a 1 lutego 1959 roku jego przekształcenie na Szpital Miejski Dziecięcy, którego dr Janina Pietrasiewicz została dyrektorem. W roku 1962, po włączeniu sąsiadującego budynku byłego „Żłobka Rejonowego”, szpital powiększył się i liczył 120, a w roku 1964 - 138 łóżek. Zorganizowano w nim także zajęcia świetlicowe, a w roku 1962 utworzono przedszkole i szkołę szpitalną.
W budynku przy ulicy Bydgoskiej szpital funkcjonował do roku 1988, kiedy to przeprowadził się do nowo wybudowanej i nowoczesnej siedziby przy ulicy Konstytucji 3 Maja. W latach 1990 – 2010 był kilka razy rozbudowywany oraz zmieniał swą nazwę, na początku lat 2000 oficjalna nazwa tego szpitala brzmiała: Kujawsko-Pomorskie Centrum Dziecka i Matki, a od 2011 roku, kiedy to wszedł w skład Wojewódzkiego Szpitala Zespolonego wrócił do nazwy Szpital Dziecięcy.
Jest to największa i najnowocześniejsza placówka lecznictwa dziecięcego w regionie.
Przy szpitalu działają Fundacja o Uśmiech Dziecka oraz Oddział Polskiego Towarzystwa Pediatrycznego.

## Lądowisko
Przy szpitalu mieści się lądowisko, powstałe w 2002 roku. Przeznaczone jest do wykonywania startów i lądowań śmigłowców sanitarnych i ratowniczych w dzień. Lądowiskiem tym zarządza Wojewódzki Szpital Zespolony im. L. Rydygiera w Toruniu.

## Struktura organizacyjna

### Oddziały
- Oddział Pediatrii, Endokrynologii, Diabetologii i Neurologii Dziecięcej
- Oddział Pediatrii i Gastroenterologii
- Oddział Pediatrii, Alergologii i Kardiologii Dziecięcej
- Oddział Intensywnej Terapii i Patologii Noworodka
- Oddział Otolaryngologiczny
- Oddział Urologii i Chirurgii Dziecięcej
- Oddział Anestezjologii i Intensywnej Terapii dla Dzieci
- Oddział Kliniczny Pediatrii i Nefrologii
- Oddział Urazowo - ortopedyczny dla Dzieci i Dorosłych

### Poradnie i przychodnie
- Zespół Poradni Specjalistycznych Dla Dzieci i Dorosłych
- Wojewódzka Przychodnia Rehabilitacyjna

### Zakłady i pracownie diagnostyczne
- Zakład Diagnostyki Laboratoryjnej
- Zakład Diagnostyki Mikrobiologicznej
- Dział Diagnostyki Kardiologicznej
- Zakład Diagnostyki Obrazowej

### Inne komórki organizacyjne
- Izba Przyjęć
- Apteka Szpitalna
- Sekcja Epidemiologii i Higieny
- Gabinet Rehabilitacji
- Poradnia Stomatologii Dziecięcej
- Zespół Domowej Dializoterapii Otrzewnowej
- Ambulatorium Pediatryczne
- Ambulatorium Chirurgiczne
- Pracownia Endoskopowa
- Pracownia Histopatologiczna